# リトマス

7-hydroxyphenoxazone

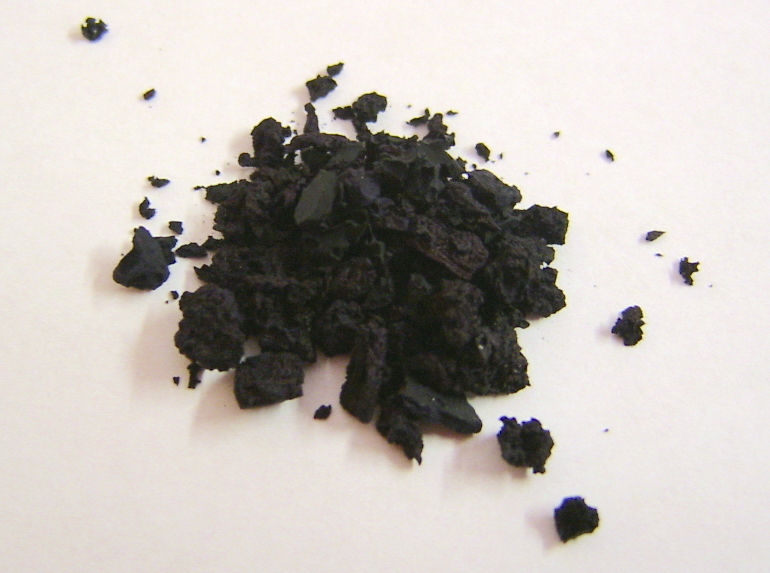
リトマスの粉末

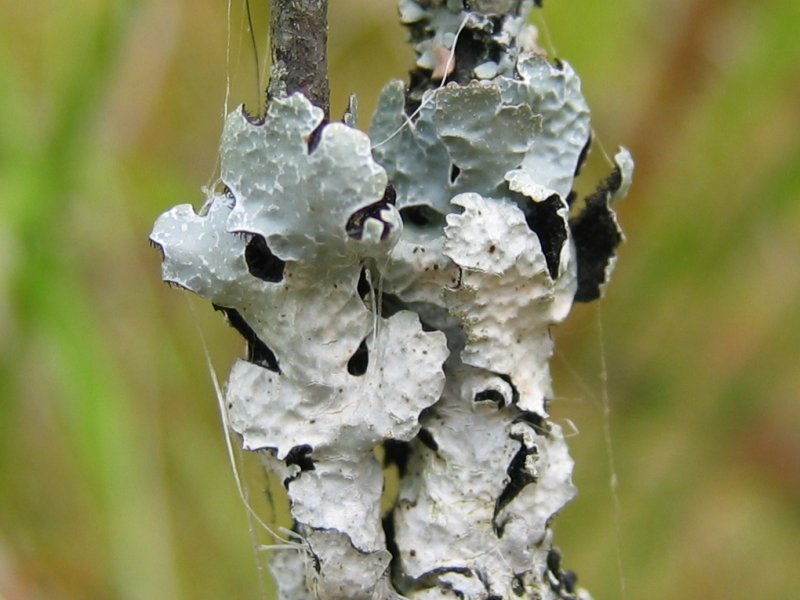
コフキカラクサゴケ

リトマス（利篤謨斯、英: litmus）は、リトマスゴケ（Roccella 属）などある種の地衣類から得られる紫色の染料。複数の化学物質の混合物である。CAS登録番号は1393-92-6。主に試験薬として用いられる。
リトマス紙では、酸性・アルカリ性が簡単に判定できるため、物事を見極める尺度の比喩表現としても使われる。

## 概要
1300年ごろ、スペインの錬金術師アルナルドゥス・デ・ビラ・ノバが発見した。天然のものは、主にリトマスゴケから得られるが、ほかにも多くの種類から得ることができる。現在は人工的に合成することが多い。
現在は染料としては使われず、酸塩基指示薬として用いられる。pH < 4.5 の酸性では赤、pH > 8.3 のアルカリ性では青く呈色する。

## リトマス紙

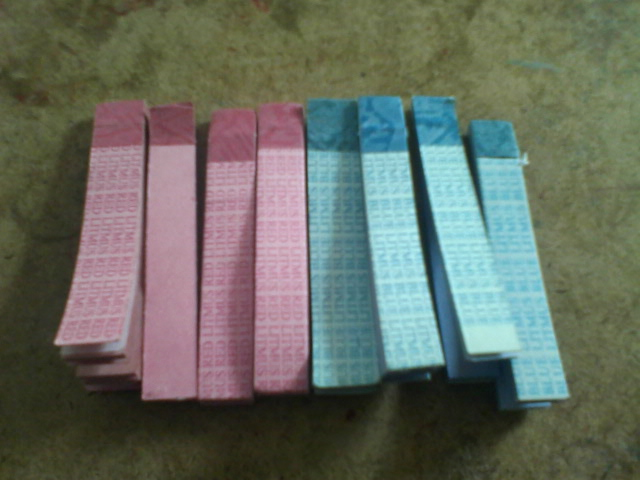
リトマス紙

ろ紙にしみこませたものはリトマス紙またはリトマス試験紙と呼ばれる。市販されているリトマス試験紙には、出荷状態で赤色のものと青色のものとがある。これは、製造工程で添加する硫酸の量の違いによる（変色域が酸性に偏っているため、青色のリトマス試験紙にも少量の硫酸が添加されている）。
これらの色の変化により、酸性（青 → 赤）、アルカリ性（赤 → 青）、中性（共に変化なし）を判定できる。なお、リトマス試験紙は、本来のリトマスの色より淡い、ピンクと空色である。
リトマス試験紙では変色域が広く、液性が酸性かアルカリ性かを判定することしかできない。このため、小学校や中学校の理科の実験では簡易的な液性の判定に使われるが、高等学校の化学の酸・アルカリの濃度を求める中和滴定の実験では、中和点を正確に判断できないという理由から用いない。
| 酸性 | 中性（出荷状態） | アルカリ性 |
| 赤   | 青               | 青         |
| 赤   | 赤               | 青         |